# ادوارد مهتر
ادوارد ملقب به ادوارد مهتر (در حدود ۸۷۰ میلادی - ۱۷ ژوئیهٔ ۹۲۴ میلادی) فرمانروای آنگلوساکسون انگلستان بود. او فرزند آلفرد بزرگ بود و در ۸۹۹ میلادی به پادشاهی وسکس رسید و تا هنگام مرگش در سال ۹۲۴ میلادی توانست تقریباً تمام انگلستان را با فتح مناطقی که پیشتر در تصرف وایکینگ‌ها قرار داشت، به زیر سلطهٔ خود درآورد.

## زندگینامه
ادوارد در حدود ۸۷۰ زاده شد. او پسر ارشد آلفرد بزرگ، شاه وسکس بود و پس از مرگ پدرش در اکتبر ۸۹۹ جانشین او شد. با این حال حکومت او از سوی اتلواد، مدعی فرمانروایی و متحد دانمارکی‌ها به چالش کشیده شد اما نیروهای ادوارد طی نبردی در ۹۰۲ موفق به کشتن اتلواد شدند.
ادوارد طی بزرگترین لشکرکشی تاریخ آنگلوساکسون‌ها که از ۹۱۰ تا ۹۱۸ به‌طول انجامید توانست دِینلوی جنوبی را ضمیمهٔ خاک وسکس نماید. او دانمارکی‌های نورثامبریا را در تِتِنهال شکست داد و سپس در اوت ۹۱۲ برای بیرون راندن دیگر نیروهای آن‌ها به سوی میدلندز و آنگلیای خاوری حرکت کرد. درهمین مدت اتلفلد، خواهر ادوارد و فرمانروای مارسیا اقدام به ساخت دژهایی تازه در شمال‌غربی میدلندز نمود و آن دو در ۹۱۷ حملات گستردهٔ خود را علیه نیروهای دانمارکی مستقر در آنگلیای خاوری آغاز کردند.
با مرگ اتلفلد در ژوئن ۹۱۸ حکومت مارسیا به ادوارد رسید و او تا پایان سال توانست آخرین نیروهای دانمارکی را هم از میدلندز بیرون راند. در این زمان قلمرو پادشاهی ادوارد شامل تمام سرزمین‌های واقع در جنوب رود هامبر می‌شد و علی‌رغم آنکه او هیچ اعمال قدرت مستقیمی در سرزمین‌های شمالی انجام نداده بود اما همه فرمانروایان مهم آن مناطق از جمله شاه اسکاتلند رسماً در ۹۲۰ پذیرای سلطهٔ ادوارد بر سرزمین‌هایشان شدند.
ادوارد در ژوئیه ۹۲۴ درگذشت و پسرش اتلستن بر جای او نشست و توانست در دوران حکومتش (۹۲۴-۹۳۹) انگلستان به یکپارچگی سیاسی برساند.